# Āvīn-e Soflá
Āvīn-e Soflá (persiska: آوین سفلی) är en ort i Iran.   Den ligger i provinsen Hormozgan, i den södra delen av landet, 1 000 km söder om huvudstaden Teheran. Āvīn-e Soflá ligger 457 meter över havet och antalet invånare är 112.
Terrängen runt Āvīn-e Soflá är huvudsakligen kuperad. Āvīn-e Soflá ligger nere i en dal. Runt Āvīn-e Soflá är det glesbefolkat, med 11 invånare per kvadratkilometer. Närmaste större samhälle är Tang Gach, 18,9 km sydväst om Āvīn-e Soflá. Trakten runt Āvīn-e Soflá är ofruktbar med lite eller ingen växtlighet.